# Gajus Trebonius
Gajus Trebonius (ca. 92 f.Kr. – januar 43 f.Kr.) var en militærkommandant og politiker i den sene romerske republik, som blev valgt som romersk konsul i 45 f.Kr. Han støttede indledningsvis Julius Cæsar, efter at have tjent som hans legat og kæmpet ved hans side under Borgerkrigen (49–45 f.Kr.), Han var senere blandt de sammensvorne, der dræbte Cæsar.

## Tidlige karriere
Han blev født c. 92 f.Kr. Trebonius' far havde været equites (ridder i den romerske legion), men han havde aldrig været magistrat, og sønnen blev betragtet som en novus homo ("ny mand") – en af flere i Cæsars kreds. Trebonius tjente som kvæstor omkring 60 f.Kr., hvor han forsøgte at forhindre adoptionen af Publius Clodius Pulcher ind i en plebejisk familie, hvilket modstred triumvirernes ønske. Trebonius blev senere (i 55 f.Kr.) valgt som plebejisk tribune, og på dette tidspunkt var han blevet en af triumvirernes tilhængere.
I løbet sit år som plebejisk tribun foreslog Trebonius en Lex Trebonia til tribusforsamlingen, hvilket medførte at konsulerne Pompejus og Crassus modtager provinserne Syrien, Hispania Citerior og Hispania Ulterior. Ydermere fastlog denne, at deres kommandoer ville vare i fem år, og at prokonsulerne ville have ret til at gå i krig eller opsøge fred efter deres ønske. Cato, en kendt modstander af Pompejus, talte imod lovforslaget og forsøgte at filibustere forslaget, hvilket fik Trebonius til først at udelukke ham fra Forummet, før han beordrede ham i fængsel. Men den store folkeskare, som ledsagede Cato, fik Trebonius til at ombestemme sig og han beordre derpå hans løsladelse. Til sidst blev loven vedtaget med de fem-årige kommandoer til Pompejus, der modtog de to spanske provinser, og Marcus Licinius Crassus, der fik Syrien.

## Cæsars legat
Som en belønning for sin tjeneste for triumvirerne blev han i 54 f.Kr. gjort til én af Julius Cæsars legater, for hvem han tjente i de næste fem år under Cæsars felttog i Gallien. Cæsar gengav i positive vendinger Trebonius' hans præstation i årene under Cæsar. I 54 f.Kr. ledsagede han Cæsar under sin anden ekspedition til Storbritannien, hvor han blev sat i spidsen for tre legioner, som med succes besejrede et samordnet angreb fra styrkerne fra Cassivellaunus. Efter Cæsars tilbagevenden til Gallien blev Trebonius sammen med en legion udstationeret over vinteren ved Belgae ved Samarobriva. Herfra fulgte han Cæsar og kom Quintus Cicero til undsætning, efter han var blevet belejret i begyndelsen af Ambiorix' oprør mod romersk kontrol over Gallien.
I 53 f.Kr. fik Trebonius en særlig befaling mod eburonerne, specifikt for at chikanere området i nærheden af Huy. Efter Ambiorix' nederlag fortsatte Trebonius med at tjene Cæsar; i 50 f.Kr. blev han sat i spidsen for vinterkvartererne i Belgisk Gallien, med kommando over fire legioner, mens Cæsar var i Ravenna, og forberedte sig på at konfrontere Pompejus og hans fjender i Senatet. Da Cæsar hørte, at konsulen Gaius Claudius Marcellus havde bedt Pompejus om at forsvare staten mod Cæsar, beordrede han den 20. oktober 50 f.Kr. Trebonius til at tage tre legioner og flytte til Matisco, hvor han skulle vente på yderligere instruktioner. Disse ankom i april 49 f.Kr., hvor Cæsar instruerede ham om at rejse ned til Massilia for at tage kommandoen over tre nyrekruterede legioner fra Norditalien og begynde belejringen af Massilia. Da han ankom omkring den 3. april 49 f.Kr., begyndte Trebonius at forberede sig på belejringen under Cæsars tilsyn, før sidstnævnte den 14. april forlod Trebonius og overlod ham ansvaret for landangrebene, mens Decimus Brutus Albinus ledede flådestyrkerne.
Belejringen varede fra 19. april til 6. september, hvor Trebonius blokerede byen fra lands. Han byggede også terrasser for at angribe murerne direkte og brugte stormskjolde og miner til at forsøge at bryde murerne. Til sidst, i begyndelsen af juli, brød Trebonius' mænd igennem muren, og massilioterne henvente sig til Trebonius og tryglede ham om at stoppe operationerne indtil Cæsars ankomst, hvor de ville acceptere at kapitulere over for ham. Efter at have rådført sig med sine officerer gik Trebonius med til at indstille angrebet, da Cæsar havde fortalt ham, at han under ingen omstændigheder måtte storme byen. Dette førte til, at hans soldater blev utilfredse, da de håbede på at plyndre byen, og de beskyldte Trebonius for at have standset angrebet, og de blev kun holdt under kontrol med stort besvær. Så sent som i slutningen af august blev Trebonius overrasket, da massilioterne brød ud af byen. Trebonius genoptog derfor belejringen og fortsatte med at svække deres forsvar. Massilioterne, der hørte besked om Cæsars sejre i Spanien, tilbød igen at overgive sig og bad Trebonius om igen at vente på Cæsar. Han accepterede det, selvom han denne gang insisterede på, at forsvarerne skulle overgive deres våben, deres skat og deres skibe og derved bringe belejringen til ophør.

## Senere karriere og del af sammensværgelsen mod Cæsar
Efter Trebonius havde fulgt Cæsar ind i Italien blev han valgt til byprætor i 48 f.Kr., og fik til opgave at administrere Cæsars gældslove. Her var han nødt til at håndtere ambitionerne fra Marcus Caelius Rufus, Praetor peregrinus, som havde vendt sig mod Cæsar, da han havde håbet på stillingen som bypraetor. Cæsars gældslove gav ham ikke mulighed for at nedbringe sin enorme gæld, og derfor var han fast besluttet på at hindre Trebonius' administration af loven.  Han stillede sin stol op ved siden af Trebonius og erklærede frækt, at hvis nogen følte sig snydt af Trebonius, ville han lytte til deres sag positivt. Da ingen tog imod hans tilbud, foreslog Rufus i stedet at annullere al gæld og fik en pøbel til at angribe Trebonius og drev Trebonius fra hans domstol. Trebonius fortsatte med at modsætte sig Rufus' gældssaneringsforanstaltninger, indtil Rufus flygtede fra Rom. I løbet af det år hjalp Trebonius også Cicero efter Ciceros tilbagevenden til Italien.
Ved årets udgang blev han tildelt en prokonsulær kommando og sendt til at regere Hispania Ulterior, hvor han erstatede Quintus Cassius Longinus, som var blevet anklaget for at have forvaltet provinsen dårligt. Han holdt denne stilling indtil 46 f.Kr., hvor han blev konfronteret med oprørske legioner og Pompejus' styrker, der var på vej tilbage. De drev ham ud af hans provins i sommeren 46 f.Kr., og Trebonius vendte tilbage ved årets udgang ledsaget af Cæsar. Det var i løbet af dette år, at Trebonius henvendte sig til Marcus Antonius og kom med tanken om et komplot om at myrde Cæsar, men blev afvist. Cicero hævdede endda, år senere, at Trebonius og Marcus Antonius konspirerede for at sende en lejemorder for at myrde Cæsar i 45 f.Kr.
Cæsar udnævnte Trebonius til konsul den 1. oktober 45 f.Kr. Men hans konsulskab endte med at være mere af en latterliggørelse, da han blev afskediget, og en anden underordnet til Cæsar blev udnævnt som konsul. Imens fortsatte Trebonius aktivt med at sammensværge mod Cæsar. I henhold til Cicero foretrak Trebonius det romerske folks frihed frem for sit venskab til Cæsar. I begyndelsen af 44 f.Kr. vovede han at protestere mod Cæsar, fordi Cæsar nægtede at rejse sig, da medlemmerne af Senatet kom for at informere ham om de æresbevisninger, Senatet havde tildelt ham; Cæsar så tilsyneladende bare arrogant tilbage på ham uden at kommentere det.
Den 15. marts 44 f.Kr., dagen markeret som diktatorens mord, var Trebonius den person, der distraherede Mark Antonius og holdt ham uden for Pompejus' teater, mens Cæsar blev stukket. Efter at være blevet nomineret af Cæsar til posten som prokonsul for provinsen Asien rejste han straks til provinsen i 44 f.Kr. Mens han var der, skaffede han sig penge og tropper til Brutus og Cassius. Han hjalp også Cassius på vej til Syrien senere samme år. Publius Cornelius Dolabella indtog i midlertidig Smyrna i Lilleasien, hvor han fangede Trebonius i processen. I januar 43 f.Kr. stillede Dolabella Trebonius for retten for forræderi, før han begyndte at torturere ham og derefter halshugge ham.